# Rxart Desktop
Rxart Desktop fue una distribución GNU/Linux privativa desarrollada en Argentina por Pixart Argentina, basada en Debian, cuyo origen se remonta al año 1999 cuando su fundador y CEO, Gabriel Ortiz, decide desarrollar una distribución que sea amigable y fácil de usar para el canal de armadores de computadoras. Es así que la empresa Pixart Argentina comienza su desarrollo. Hasta el año 2016, ha instalado más de 35.0000 unidades en Bolivia, México y Paraguay además de Argentina[cita requerida], dedicándose a la fabricación de teléfonos celulares y sistemas de seguridad propios para bloquear netbook y notebooks.[cita requerida]
En Argentina sigue interviniendo en las licitaciones del Ministerio de Educación hasta el año 2015, dando soporte a los oferentes para que el sistema operativo que suministró el estado funcione. [cita requerida]
Posee contratos con diferentes empresas como Intel, Sun, Adobe, NEC, AMD, Nvidia, para desarrollo e incorporación de controladores. [cita requerida]
En el año 2013, JP Sá Couto lo eligió como sistema operativo para todas sus integraciones a nivel mundial de educación.[cita requerida]
La empresa desarrolló controladores para diferentes empresas como Intel BGH y está siendo Partner de BGH para todos los desarrollos de software embebidos. Es la primera empresa en desarrollar el soporte para los nuevos modelos de classmate y desarrolla los servidores para varios países comercializads por varios OEM de Argentina como Airoldi, BGH, Trovato, HT , BTC. Pixart en la actualidad es el único Linux Argentino que soporta todos los modelos de Classmate incluyendo las tabletas con aplicaciones propias, por ese motivo decidió hacer una sociedad con BGH y JPsa Couto para todos los mercados siendo hoy la empresa que más intervenciones tiene en países de Latinoamérica.
En la actualidad y debido a que el sitio oficial de Pixart eliminó toda referencia a Rxart, se especula que la distribución fue descontinuada.

## Historia
Empiezan comercializándolo en Argentina, en grandes canales mayoristas: Garbarino, Frávega, Carrefour, Jumbo, Megatone, Sicsa, Pcarts, New Tree y Compumundo, entre otros.[cita requerida]
Desarrollado sobre la base de Debian 3.1 "Sarge" y con componentes no libres, la empresa que lo desarrolla tiene contactos con Sun, IBM, Intel, AMD, PChips, Smartlink, Biostar entre otras empresas.[cita requerida]
En agosto de 2006 Rxart fue elegido como sistema operativo en las Classmate Pc de Intel que funcionan en el plan piloto del gobierno de Venezuela, Desarrollando y adaptando diferentes funcionalidades para dicho equipamiento
Desde el mes de junio de 2007 AMD comenzó la distribución de su equipamiento UVC a diferentes países del mundo con Rxart precargado para sus demostraciones.[cita requerida]
También en el mes de junio Pixart firma un acuerdo con Sun Microsystem para integrar StarOffice en Rxart nativamente.[cita requerida]
En el año 2004 fue la única empresa argentina de software, a la cual la ciudad de Buenos Aires liberó de impuestos a los Ingresos Brutos.[cita requerida]
En 2005 fue elegida dentro de las 25 empresas que acceden a los beneficios de la ley de software.[cita requerida]
En el mismo año fue elegida para el Plan Mi Pc Argentina como la única distribución dentro del plan además de Windows.[cita requerida]
En 2007 la empresa es elegida para el proyecto Classmate empezando varias instalaciones de su producto en diferentes países; además firma convenios con Panda y Sun para la distribución de diferentes paquetes[cita requerida]
En 2008 comienza a desarrollar nuevas tecnologías para plataformas educativas firmando un acuerdo con Educar para su implementación. Así mismo en ese año fue elegido por Intel como softwarer partner[cita requerida]
En 2009 comienza el juicio con Microsoft desde la secretaría de industria por abuso de posición dominante.
En 2010 Gana las licitaciones de Argentina con el modelo Classmate con 250000 unidades en nación y en Capital Federal con la preentrega de 1000 unidades.[cita requerida]
En 2011 gana la licitación de conectar Igualdad de 3000000 de máquinas en Argentina dando soporte a todos los armadores.[cita requerida]
En 2011 gana la licitación de Paraguay con Trovato Cicsa.[cita requerida]
En 2012 gana las siguientes licitaciones
Ministerio de Educación de la República Argentina (Coradir),
Ministerio de Educación de Honduras, 
Ministerio de Educación de Costa Rica,
Ministerio de Educación de Paraguay,
Ministerio de Educación de Perú.
Hoy en día cuenta con más de 40 ingenieros en diferentes países[cita requerida]. Sus oficinas cuentan con una estructura que contempla diferentes áreas: diseño, desarrollo, ingeniería, call center y laboratorio.[cita requerida]
La empresa se encuentra en expansión, tomando mercados en Perú, Chile, Uruguay, Colombia, e ingresando en la actualidad a México y Venezuela. Esto la coloca como una empresa de alto nivel en América Latina.[cita requerida]
En su laboratorio, varias empresas colaboran enviando hardware para el desarrollo de controladores, entre ellas Lexmark, Epson, Intel, AMD, PCtel, Miro, HP, Dell.[cita requerida]
Pixart esta en la actualidad trabajando en el proyecto mancoosi y ha liberado gran cantidad de controladores para cámaras web soportando las mismas en Debian.
Ha desarrollado los primeros Isdbtv junto con Huawei, Zte y Novatech y en la actualidad trabaja con sistemas de televisión con los principales armadores locales de Argentina.[cita requerida]

## Críticas
El programa ha sido blanco de numerosas críticas, una de ellas es que muchos programas no son libres. También es criticada por la comunidad de software libre por no liberar el código fuente tanto del núcleo como de las herramientas de GNU cuando debería hacerlo para no incumplir con la licencia GPL.

## Mercado
Una de las particularidades de la distribución son utilidades como Linpoet y su facilidad de conexión con varias empresas de servicios de internet y lo relativamente fácil de instalar.

## Centro multimedia
Centro Multimedia Rxart es un programa que permite entre otras cosas: ver televisión digital, reproducir videos DVD, Descargar y reproducir música, jugar en línea a juegos exclusivos, e incluso también contaría con la posibilidad de poder hacer pagos y administrar cuentas en bancos, algo sin precedentes en centros multimedia